# Chapelle Notre-Dame de Scaubecq
La chapelle Notre-Dame de Scaubecq est un édifice religieux catholique situé à Scaubecq, un hameau de Wannebecq (commune de Lessines) en Province de Hainaut (Belgique). Datant du XVIe siècle, la chapelle est le lieu de culte du hameau de Scaubecq.

## Histoire
L'emplacement, sur une légère hauteur, fut peut-être le lieu d'un culte païen ancien. Il se trouve sur la ligne de crête séparant les vallées de la Dendre et de l'Escaut. La chapelle aurait été construite au XVIe siècle, même si le millésime se trouvant dans un écu de pierre au dessus de la porte d'entrée indique la date de 1716 (avec les lettres 'MR').

## Description
L'édifice est de dimension modeste, construit de briques et moellons blanchis à la chaux. Toute en hauteur, la façade qui, à part la porte d'entrée, ne possède qu'un minuscule oculus comme ouverture, se termine en clocheton ardoisé carré surmonté d'une modeste flèche octogonale. La toiture est d'ardoises.
À l'intérieur, l'unique nef se termine en sanctuaire au chevet à trois pans aveugles. La porte abondamment cloutée est très ancienne. Elle possède encore son œil et la fente pour le tronc qui se trouve à l'intérieur. La date (1716) gravée sur l'écu de pierre fixé au centre de l'arc est peut-être celle de la porte.